# Hugo Robertowitsch Salemann
Hugo Robertowitsch Salemann (russisch Гуго Робертович Залеман; * 7. Juni 1859 in Sankt Petersburg; † 1919 in Petrograd) war ein russischer Bildhauer und Hochschullehrer.

## Leben
Salemann, Sohn des Bildhauers Robert Salemann, besuchte 1870–1877 die Petrischule und studierte dann an der Akademie der Künste. 1883 gewann er die Kleine Goldmedaille für seine Statue des Orestes auf der Flucht vor den Erinnyen und 1884 die Große Goldmedaille für sein Basrelief des Kampfes der Titanen mit den Olympiern. Mit der Goldmedaille war ein vierjähriges Auslandsstipendium der Akademie der Künste verbunden, mit dem er 1885 nach Dresden und München reiste und dann hauptsächlich in Florenz und Rom arbeitete.
Nach seiner Rückkehr nach St. Petersburg wurde Salemann 1889 außerplanmäßiger Professor für den Anatomieunterricht an der Akademie der Künste. Er erregte großes Aufsehen mit seiner Skulpturengruppe der Kimbern, die auf der Ausstellung der Akademie der Künste 1890 gezeigt wurde und sich jetzt im Russischen Museum befindet. Salemann erhielt nun viele Aufträge insbesondere für die skulpturale Ausschmückung öffentlicher Gebäude. Für den Portikus des Museums für Feine Künste in Moskau (jetzt Puschkin-Museum) erstellte er einen großen Fries mit den Olympischen Spielen. Auch schuf er Monumentalskulpturen, so die Statue des Täufers der Rus Wladimir I. für die Wladimirkathedrale in Kiew.
1894 wurde Salemann zum planmäßigen Professor ernannt. 1896  wurde er zum Wirklichen Mitglied der Akademie der Künste gewählt. Er lehrte bis zur Oktoberrevolution. Zu seinen Schülern gehörten Matwei Genrichowitsch Maniser, Boris Iwanowitsch Jakowlew, Wiktor Alexandrowitsch Sinaiski, Igor Wsewolodowitsch Krestowski, Alexander Nikolajewitsch Samochwalow, Juozas Zikaras und Kārlis Zāle, der das Freiheitsdenkmal in Riga schuf.
Salemann wurde auf dem lutherischen Teil des Wolkowo-Friedhofs neben dem Grab seines Vaters begraben. 1922 wurde in der Akademie der Künste eine Ausstellung mit Salemanns Werken durchgeführt.